# L'Attachement
Pour plus de détails, voir Fiche technique et Distribution.
L'Attachement est un film dramatique franco-belge co-écrit et réalisé par Carine Tardieu, sorti en 2024.
Il s’agit d’une adaptation du roman L'Intimité d'Alice Ferney paru en 2020. Alors que Carine Tardieu avait déjà lu ce roman qui se trouvait chez elle, c'est Fanny Ardant qui lui a conseillé de le relire dans le but de l'adapter au cinéma.
Le film est présenté en compétition officielle dans la catégorie « Orizzonti » à la Mostra de Venise 2024.

## Synopsis
Sandra, cinquantenaire célibataire, tient une librairie féministe. Lorsque le couple de l'appartement voisin, Alex et Cécile, doit se rendre à l'hôpital pour l'accouchement de cette dernière, Sandra accepte de s'occuper de leur fils Elliott, âgé de six ans, bien que cette femme ne soit pas très intéressée par les enfants. Des complications surviennent lors de l'accouchement et la mère décède en donnant naissance à une fille prénommée Lucille. Par la suite, Sandra devient de plus en plus une référence féminine importante, non seulement pour le garçon, mais aussi pour le père veuf et pour la petite Lucille.

## Fiche technique
- Titre original français : L'Attachement[2]
- Réalisation : Carine Tardieu
- Scénario : Carine Tardieu, Agnès Feuvre, Raphaële Moussafir, d'après le roman L'Intimité d'Alice Ferney paru en 2020[1]
- Musique : Éric Slabiak
- Photographie : Elin Kirschfink, Yann Maritaud
- Montage : Christel Dewynter
- Décors : Pascale Consigny
- Effets visuels : Vincent Vacarisas
- Production : Antoine Rein, Antoine Gandaubert, Fabrice Goldstein
- Sociétés de production : Karé Productions, France 2 Cinéma, uMedia, en association avec 6 SOFICA
- Société de distribution : Diaphana Distribution (France)
- Budget : 5,5 millions d'euros
- Pays de production :  France -  Belgique
- Langue originale : français (et secondairement roumain)
- Format : couleurs
- Genre : drame
- Durée : 106 minutes
- Dates de sortie : 
  - Italie : 3 septembre 2024 (Mostra de Venise)
  - France : 19 février 2025

## Distribution
- Valeria Bruni Tedeschi : Sandra Ferney
- Pio Marmaï : Alexandre « Alex » Perthuis
- Vimala Pons : Emillia Demetriu, la pédiatre
- Raphaël Quenard : David, le père biologique d'Elliott
- César Botti : Elliott
- Catherine Mouchet : Fanny, la mère de Cécile
- Marie-Christine Barrault : la mère de Sandra et Marianne
- Florence Muller : Marianne, la sœur de Sandra
- Mélissa Barbaud : Cécile, la mère d'Elliott et Lucille
- Éric Verdin : l'amant du jeudi de Sandra
- Sylviane Duparc : la patiente roumaine
- Izia Le Goff : Lucille, à 1 an
- Olympe Herviaux Drider : Lucille, à 2 ans
- Éric Slabiak : l'un des musiciens

## Production

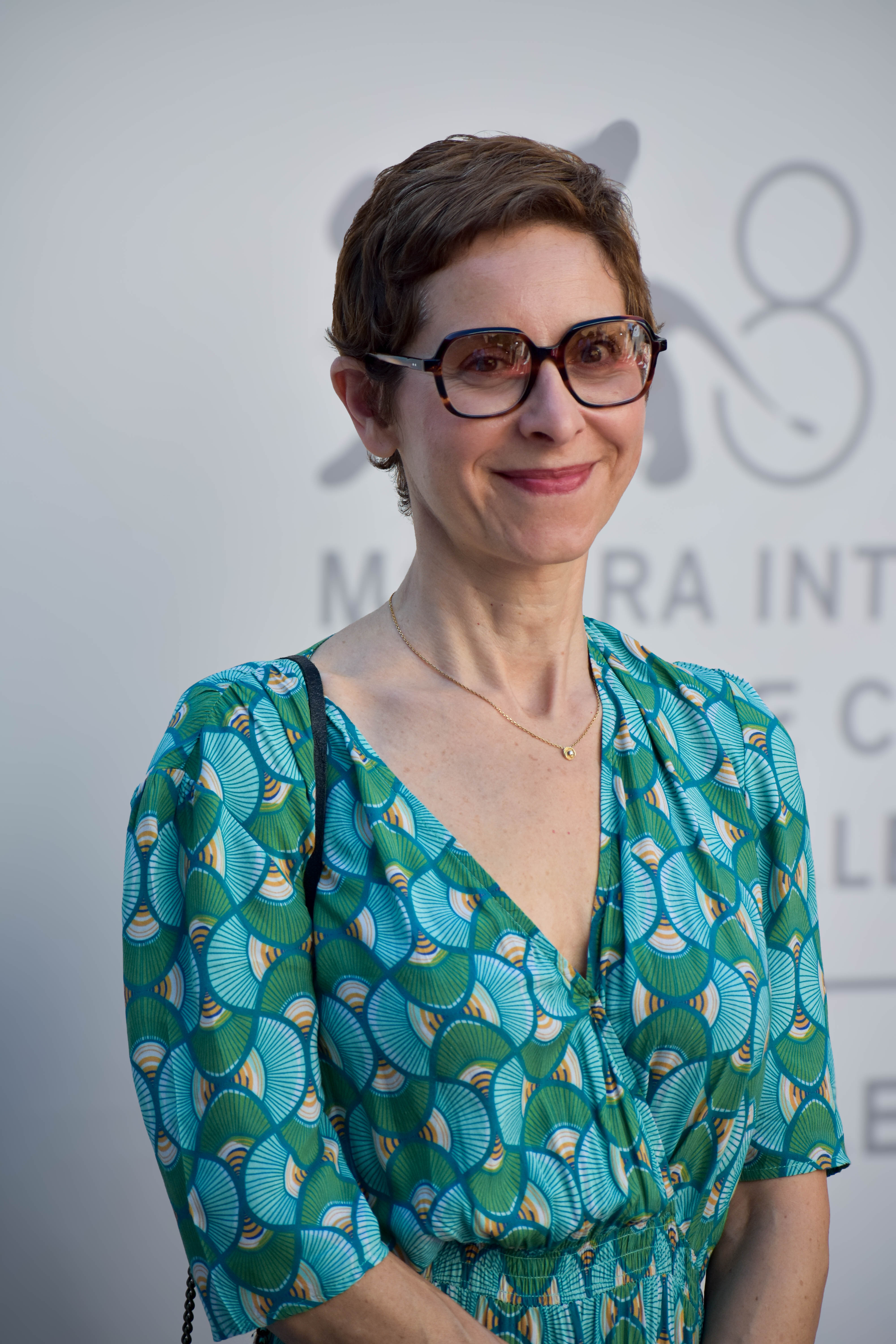
La réalisatrice Carine Tardieu à la Mostra de Venise 2024.

Le film est réalisé par Carine Tardieu, qui a également écrit le scénario avec Agnès Feuvre et Raphaële Moussafir. Tardieu a voulu raconter l'histoire d'une femme qui affirme son indépendance affective et dont les certitudes sont ébranlés par une rencontre.
Valeria Bruni Tedeschi joue le rôle de Sandra, célibataire, Pio Marmaï celui de son voisin Alex et l'enfant-acteur César Botti, dans son premier rôle au cinéma, celui de son fils Elliot. Raphaël Quenard joue le rôle du père biologique d'Elliot, David, et Vimala Pons celui de sa nouvelle compagne. C'est Tatiana Vialle qui s'est occupé de la distribution des rôles.
Le tournage a lieu à Rennes entre fin juin 2023 et début janvier 2024. Tardieu avait déjà collaboré avec la chef opératrice Elin Kirschfink pour Les Jeunes Amants.
La musique du film est composée par Eric Slabiak, qui avait déjà collaboré avec Tardieu pour Ôtez-moi d'un doute et pour Les Jeunes Amants.

## Exploitation
Le film a été présenté en avant-première le 3 septembre 2024 à la Mostra de Venise 2024. La sortie en France a eu lieu le 19 février 2025.